# Juillet 1842

## Événements
- Juillet - août : grève générale au Royaume-Uni.

- 9 - 11 juillet, France : les élections législatives sont un succès relatif pour Louis-Philippe et pour le gouvernement de Guizot : le ministère obtient 236 sièges sur 459. L’opposition est divisée en légitimistes (26 sièges), centre gauche (180) et radicaux républicains (18). À Paris, l'opposition gagne dix des douze sièges.
  - Alexis de Tocqueville est réélu député de Valognes par 465 voix contre 177 à Le Marois.

- 13 juillet, France : mort du duc d’Orléans, héritier de la couronne, dans un accident de voiture porte Maillot. Ses chevaux se sont emballés, il s'est brisé le crâne en sautant à bas de la voiture.

- 14 juillet, France : création par le préfet de la Seine d'une Commission des Halles pour «rechercher les moyens de mettre les halles d'approvisionnement en rapport avec les besoins de la population».

- 16 juillet : premier traité sur le tarif entre la France et la Belgique (plus vaste traité le 13 décembre 1845)

- 21 juillet : Victor Hugo rédige et lit une Adresse au roi, étant directeur de l'Académie, à l'occasion de la mort du duc d'Orléans.

- 26 juillet, France : réunion des Chambres en session extraordinaire après les élections.

- 30 juillet, France : transfert de la dépouille du duc d'Orléans de la chapelle de Neuilly à Notre-Dame.

## Naissances
- 2 juillet : Albert Ladenburg (mort en 1911), chimiste allemand.
- 3 juillet : Otto Stolz (mort en 1905), mathématicien autrichien.
- 26 juillet : Alfred Marshall, économiste britannique.

## Décès
- 12 juillet : Charles Octave Blanchard, peintre français (° 12 août 1814).
- 19 juillet : Pierre Joseph Pelletier (né en 1788), pharmacien français.
- 24 juillet : John Sell Cotman, peintre, graveur, et illustrateur anglais (° 16 mai 1782).
- 25 juillet : Dominique-Jean Larrey, médecin français, père de la médecine d'urgence (° 1766)